# 리쭝성
리쭝성(중국어: 李宗盛, 병음: Lî Zōngshèng, 한자음: 이종성, 조나단 리(영어: Jonathan Lee, 1958년 7월 19일 ~ )은 대만의 가수, 작곡가이자 음악 프로듀서이다.